# Franco Agnesi
Franco Maria Giuseppe Agnesi (ur. 4 grudnia 1950 w Mediolanie) – włoski duchowny katolicki, biskup pomocniczy Mediolanu od 2014.

## Życiorys

### Prezbiterat
Święcenia kapłańskie otrzymał 8 czerwca 1974 i został inkardynowany do archidiecezji mediolańskiej. Był m.in. wicerektorem części teologicznej seminarium w Saronno, przewodniczącym archidiecezjalnej rady ekonomicznej, prowikariuszem generalnym oraz wikariuszem biskupim dla rejonu Zona II.

### Episkopat
24 maja 2014 papież Franciszek mianował go biskupem pomocniczym archidiecezji mediolańskiej, ze stolicą tytularną Dusa. Sakry udzielił mu 28 czerwca 2014 metropolita mediolański - kardynał Angelo Scola.